# Haszem Kolahi
Haszem Kolahi (pers. هاشم کلاهی; ur. 22 kwietnia 1956, zm. 13 listopada 2024) – irański zapaśnik w stylu wolnym. Olimpijczyk z Montrealu 1976, gdzie odpadł w eliminacjach w kategorii 100 kg. Złoty medalista mistrzostw Azji z 1981 roku.